# دوبندآرواره
دوبندآرواره(نام علمی: Diarthrognathus broomi) نام یک گونه از راسته ددکمانان است.